# Mr. Bojangles/I Will Talk and Hollywood Will Listen
Mr. Bojangles/I Will Talk and Hollywood Will Listen sono due canzoni di Robbie Williams estratte dall'album Swing When You're Winning e pubblicate come unico singolo agli inizi del 2002 esclusivamente per il mercato europeo.

## Tracce
1. Mr. Bojangles – 3:15
2. I Will Talk and Hollywood Will Listen – 3:17
3. The Lady Is a Tramp – 2:55

## Classifiche
| Classifica (2002) | Posizione massima |
| ----------------- | ----------------- |
| Belgio (Fiandre)  | 62                |
| Germania          | 77                |
| Italia            | 33                |
| Paesi Bassi       | 66                |
| Svizzera          | 68                |